# Бад Вимпфен
Бад Вимпфен (њем. Bad Wimpfen) град је у њемачкој савезној држави Баден-Виртемберг. Једно је од 46 општинских средишта округа Хајлброн. Према процјени из 2010. у граду је живјело 6.883 становника. Посједује регионалну шифру (AGS) 8125007.

## Географски и демографски подаци
Бад Вимпфен се налази у савезној држави Баден-Виртемберг у округу Хајлброн. Град се налази на надморској висини од 195 метара. Површина општине износи 19,4 km². У самом граду је, према процјени из 2010. године, живјело 6.883 становника. Просјечна густина становништва износи 355 становника/km².